# Ilhas Tiwi

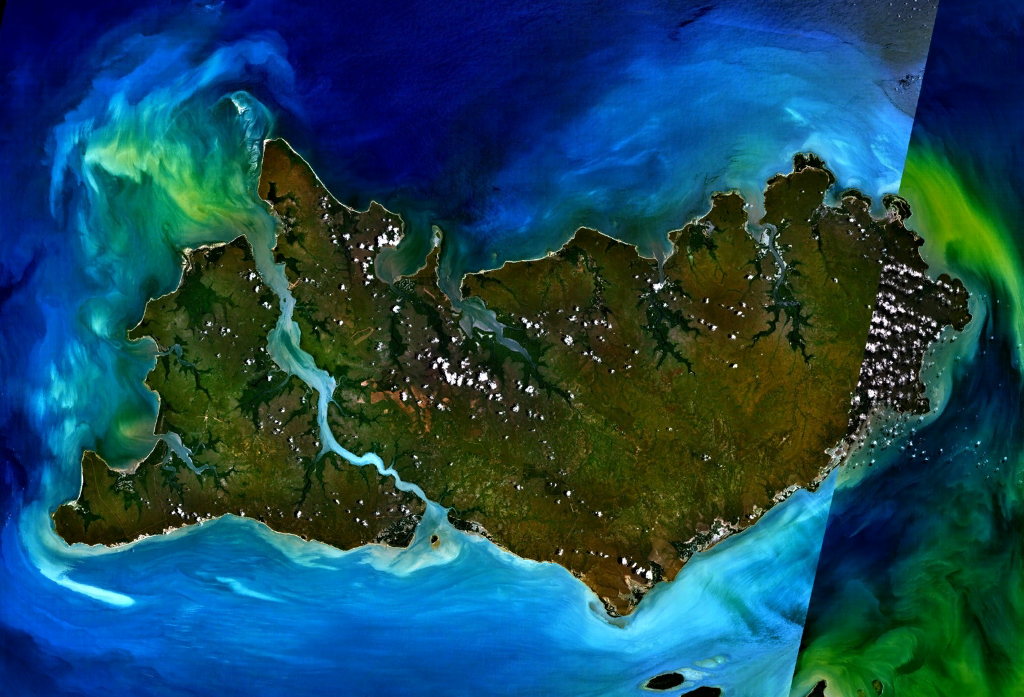
Ilhas Tiwi

As Ilhas Tiwi fazem parte do Território do Norte, na Austrália, a 80 km ao norte de Darwin, onde o Mar de Arafura se junta ao Mar de Timor. Compreendem Ilha de Melville, Ilha de Bathurst e nove ilhas desabitadas menores, com uma área combinada de 8.320 quilómetros quadrados (3,212 milhas quadradas).

Habitada antes do assentamento europeu pelos australianos indígenas tiwi, existem aproximadamente 3.000 pessoas nas ilhas.
O Tiwi Land Council é um dos quatro conselhos de terra no Território do Norte. É um órgão representativo com autoridade estatutária nos termos da Lei de Direitos de Terra Aborígine (Território do Norte) de 1976 e tem responsabilidades nos termos do Native Title Act 1993 e do Pastoral Land Act de 1992.

## Geografia
As Ilhas Tiwi situam-se a 80 km ao norte do continente australiano no Mar de Arafura e fazem parte do Território do Norte. O grupo da ilha consiste em duas grandes ilhas habitadas (Melville e Bathurst) e nove ilhas desabitadas menores (Buchanan, Harris, Seagull, Karslake, Irritutu, Clift, Turiturina, Matingalia e Nodlaw). A Ilha de Bathurst é a quinta maior ilha da Austrália e acessível por mar ou ar. A ilha de Melville é a segunda maior ilha da Austrália (depois da Tasmânia).
As ilhas principais são separadas pelo estreito de Apsley, que liga a baía de Saint Asaph no norte e Baía de Shoal, no sul, e tem entre 550 metros e 5 km de largura, 62 km de comprimento. Na boca da Baía de Shoal encontra-se a ilha de Buchanan, com uma área de cerca de 3 km². Um ferry de carro no ponto mais estreito fornece uma conexão rápida entre as duas ilhas.

## População
É habitada pelo povo Tiwi, como já o fizeram antes do assentamento europeu na Austrália. Os Tiwi são um povo indígena australiano, cultural e linguisticamente distinto daqueles da Terra de Arnhem, no continente, apenas em frente à água. Eles são cerca de 2.500. Em 2011, a população total das ilhas era de 2.579, das quais 87,9% eram aborígenes. A maioria dos residentes fala Tiwi como sua primeira língua e o inglês como segunda língua. A maior parte da população vive em Wurrumiyanga (conhecida como Nguiu até 2010) na Ilha Bathurst e Pirlangimpi (também conhecido como Garden Point) e Milikapiti (também conhecido como Snake Bay) na Ilha de Melville. Wurrumiyanga tem uma população de quase 1500, os outros dois centros em torno de 450 cada um.
Existem outros assentamentos mais pequenos, incluindo a comunidade de Wurankuwu (Ranku), na ilha ocidental de Bathurst.

## Cultura

### Arte Indígena
A criação da arte australiana indígena é uma parte importante da cultura da Ilha Tiwi e sua economia. Existem três centros de arte indígenas nas ilhas: Tiwi Design, Munupi Arts & Crafts e Jilamara Arts and Craft, e estes colaboram através de uma empresa cooperativa, Tiwi Art. Além da rede Tiwi Art, existem duas operações independentes: design de tecido, impressão e vestuário Bima Wear, operado por mulheres indígenas desde 1969, e Ngaruwanajirri, também conhecido como "The Keeping Place".

### Australian rules football
Australian rules football é o desporto mais popular das Ilhas de Tiwi e foi introduzido em 1941 pelos missionários John Pye e Andy Howley. Desde 1969 existe um campeonato das Ilhas de Tiwi.

### Cricket
Conforme relatado em The Weekend Australian em 2010, os críquete australianos liderados por Mathew Hayden arrecadaram US $ 200 mil para o desenvolvimento do cricket nas Ilhas Tiwi. Com os ex-internacionais Allan Border, Michael Kasprowicz e Andy Bichel, a partida entre Hayden XI e Border XI teve uma participação de 1.000 pessoas, quase metade da população das ilhas.

## Transportes

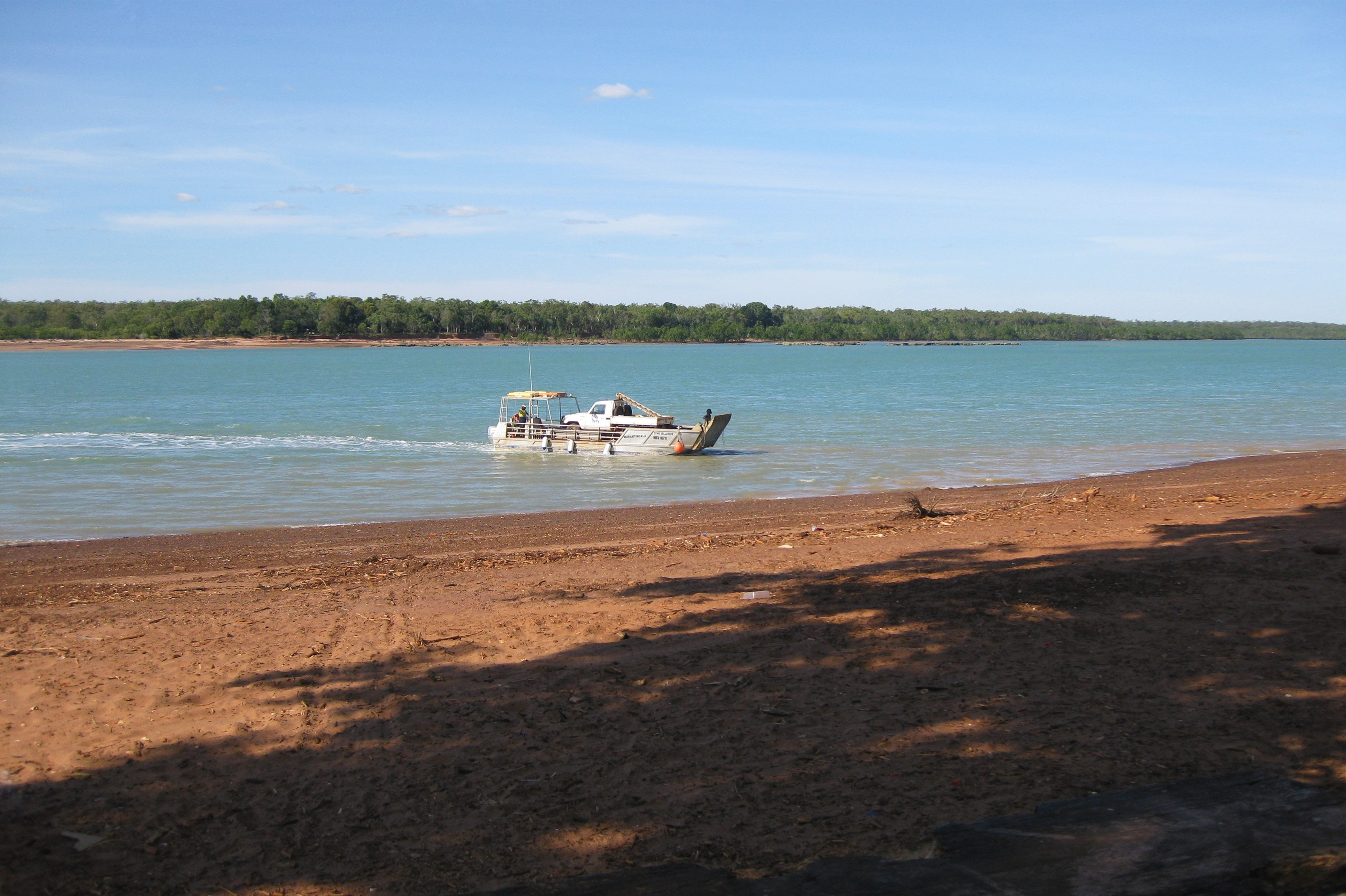
Balsa de carro das Ilhas Tiwi, 2011, vista de Wurrumiyanga na Ilha Bathurst, através do Estreito de Apsley até a Ilha Melville.

Um operador de voo comercial, Fly Tiwi, conecta ambas as ilhas entre si e com Darwin. Formada como uma associação entre Hardy Aviation e Tiwi Land Council, Fly Tiwi tem voos diários para as três comunidades nas ilhas.
O SeaLink NT opera serviços de ferry conectando Wurrumiyanga e Darwin, fazendo a viagem de 2,5 horas cada três dias por semana.
Em 2008, o governo local manteve 925 km de estradas nas ilhas.

## Clima
As ilhas Tiwi têm um clima monsoonal tropical, com 2000 mm de precipitação no norte da ilha de Bathurst e 1200 a 1400 mm na Ilha de Melville. A estação das chuvas de novembro a abril traz as ilhas a maior precipitação no Território do Norte. O povo Tiwi descreve três estações distintas: a seca (estação de fumaça), o acúmulo (músicas de alta umidade e cigarras) e as molhadas (tempestades). As estações enquadram o estilo de vida do povo Tiwi, ditando as fontes de alimento disponíveis e suas atividades cerimoniais.

## Ambiente, Conservação e Terra
As extremidades climáticas e geográficas das ilhas significam que possuem vegetação distinta e valores especiais de conservação:
Por causa de seu isolamento e por terem chuvas extremamente altas, as ilhas Tiwi oferecem suporte a muitas espécies não registradas em outras partes do Território do Norte (ou no mundo) e algumas espécies restritas ao alcance. As Ilhas Tiwi contêm as florestas de eucalipto mais desenvolvidas do Território (mais altas e com maior área basal) e uma densidade e extensão excepcionalmente altas de florestas tropicais.